# Lista över distrikt i Österrike
Österrike är indelat i 94 distrikt (tyska: politischer Bezirk) (per 1 januari 2017). Av dessa är 79 vanliga distrikt (tyska: Landbezirke) som består av flera kommuner. De andra 15 distrikten består enbart av en enda stad som utgör ett eget distrikt (tyska: Statutarstadt), det vill säga att staden är identisk med distriktet. Namnet på de 79 vanliga distrikten motsvarar nästan alltid distriktshuvudstadens namn.
De flesta distrikt finns i Österrikes till ytan största förbundsland Niederösterreich (24 distrikt), följt av Oberösterreich (18), Steiermark (13), Kärnten (10), Burgenland (9), Tyrolen (9), Salzburg (6) och Vorarlberg (4). Österrikes huvudstad Wien är ett specialfall, eftersom staden är ett eget förbundsland. Dock räknas även Wien som ett eget distrikt, som i sin tur består av 23 kommundistrikt (tyska: Gemeindebezirke).
| Distrikt                 | Förbundsland     | Invånare (1 jan 2022) | Not / Förvaltningens säte i            |
| ------------------------ | ---------------- | --------------------- | -------------------------------------- |
| Amstetten                | Niederösterreich | 116 984               |                                        |
| Baden                    | Niederösterreich | 147 850               |                                        |
| Bludenz                  | Vorarlberg       | 64 678                |                                        |
| Braunau                  | Oberösterreich   | 107 732               | Braunau am Inn                         |
| Bregenz                  | Vorarlberg       | 136 103               |                                        |
| Bruck an der Leitha      | Niederösterreich | 106 636               |                                        |
| Bruck-Mürzzuschlag       | Steiermark       | 98 242                | Bruck an der Mur                       |
| Deutschlandsberg         | Steiermark       | 61 037                |                                        |
| Dornbirn                 | Vorarlberg       | 90 885                |                                        |
| Eferding                 | Oberösterreich   | 33 422                | Grieskirchen (administrativ gemenskap) |
| Eisenstadt               | Burgenland       | 15 240                | staden motsvarar distriktet            |
| Eisenstadt-Umgebung      | Burgenland       | 44 257                | Eisenstadt                             |
| Feldkirch                | Vorarlberg       | 110 008               |                                        |
| Feldkirchen              | Kärnten          | 29 890                | Feldkirchen in Kärnten                 |
| Freistadt                | Oberösterreich   | 67 163                |                                        |
| Gmünd                    | Niederösterreich | 36 085                |                                        |
| Gmunden                  | Oberösterreich   | 102 335               |                                        |
| Graz                     | Steiermark       | 292 630               | staden motsvarar distriktet            |
| Graz-Umgebung            | Steiermark       | 160 412               | Graz                                   |
| Grieskirchen             | Oberösterreich   | 65 660                |                                        |
| Gänserndorf              | Niederösterreich | 106 846               |                                        |
| Güssing                  | Burgenland       | 25 668                |                                        |
| Hallein                  | Salzburg         | 60 992                |                                        |
| Hartberg-Fürstenfeld     | Steiermark       | 90 924                | Hartberg                               |
| Hermagor                 | Kärnten          | 18 030                | Hermagor-Pressegger See                |
| Hollabrunn               | Niederösterreich | 51 646                |                                        |
| Horn                     | Niederösterreich | 30 790                |                                        |
| Imst                     | Tyrolen          | 61 539                |                                        |
| Innsbruck                | Tyrolen          | 130 585               | staden motsvarar distriktet            |
| Innsbruck-Land           | Tyrolen          | 182 918               | Innsbruck                              |
| Jennersdorf              | Burgenland       | 17 158                |                                        |
| Kirchdorf                | Oberösterreich   | 57 505                | Kirchdorf an der Krems                 |
| Kitzbühel                | Tyrolen          | 65 274                |                                        |
| Klagenfurt am Wörthersee | Kärnten          | 102 618               | staden motsvarar distriktet            |
| Klagenfurt-Land          | Kärnten          | 60 971                | Klagenfurt am Wörthersee               |
| Korneuburg               | Niederösterreich | 91 982                |                                        |
| Krems an der Donau       | Niederösterreich | 24 921                | staden motsvarar distriktet            |
| Krems                    | Niederösterreich | 56 612                | Krems an der Donau                     |
| Kufstein                 | Tyrolen          | 111 999               |                                        |
| Landeck                  | Tyrolen          | 44 498                |                                        |
| Leibnitz                 | Steiermark       | 86 195                |                                        |
| Leoben                   | Steiermark       | 59 131                |                                        |
| Lienz                    | Tyrolen          | 48 818                |                                        |
| Liezen                   | Steiermark       | 79 609                |                                        |
| Lilienfeld               | Niederösterreich | 25 402                |                                        |
| Linz                     | Oberösterreich   | 207 247               | staden motsvarar distriktet            |
| Linz-Land                | Oberösterreich   | 153 611               | Linz                                   |
| Mattersburg              | Burgenland       | 40 593                |                                        |
| Melk                     | Niederösterreich | 78 505                |                                        |
| Mistelbach               | Niederösterreich | 76 073                |                                        |
| Murau                    | Steiermark       | 27 252                |                                        |
| Murtal                   | Steiermark       | 71 245                | Judenburg                              |
| Mödling                  | Niederösterreich | 119 627               |                                        |
| Neunkirchen              | Niederösterreich | 86 499                |                                        |
| Neusiedl am See          | Burgenland       | 60 806                |                                        |
| Oberpullendorf           | Burgenland       | 37 524                |                                        |
| Oberwart                 | Burgenland       | 54 353                |                                        |
| Perg                     | Oberösterreich   | 69 827                |                                        |
| Reutte                   | Tyrolen          | 33 284                |                                        |
| Ried                     | Oberösterreich   | 62 252                | Ried im Innkreis                       |
| Rohrbach                 | Oberösterreich   | 56 838                | Rohrbach-Berg                          |
| Rust                     | Burgenland       | 1 984                 | staden motsvarar distriktet            |
| Salzburg                 | Salzburg         | 155 416               | staden motsvarar distriktet            |
| Salzburg-Umgebung        | Salzburg         | 154 624               | Salzburg                               |
| Sankt Johann im Pongau   | Salzburg         | 81 392                |                                        |
| Sankt Pölten             | Niederösterreich | 56 360                | staden motsvarar distriktet            |
| Sankt Pölten-Land        | Niederösterreich | 132 605               | Sankt Pölten                           |
| Sankt Veit an der Glan   | Kärnten          | 53 898                |                                        |
| Scheibbs                 | Niederösterreich | 41 583                |                                        |
| Schwaz                   | Tyrolen          | 85 187                |                                        |
| Schärding                | Oberösterreich   | 57 497                |                                        |
| Spittal an der Drau      | Kärnten          | 75 549                |                                        |
| Steyr                    | Oberösterreich   | 37 879                | staden motsvarar distriktet            |
| Steyr-Land               | Oberösterreich   | 61 209                | Steyr                                  |
| Südoststeiermark         | Steiermark       | 83 696                | Feldbach                               |
| Tamsweg                  | Salzburg         | 20 118                |                                        |
| Tulln                    | Niederösterreich | 106 827               | Tulln an der Donau                     |
| Urfahr-Umgebung          | Oberösterreich   | 87 127                | Linz                                   |
| Villach                  | Kärnten          | 64 071                | staden motsvarar distriktet            |
| Villach-Land             | Kärnten          | 65 285                | Villach                                |
| Voitsberg                | Steiermark       | 51 039                |                                        |
| Vöcklabruck              | Oberösterreich   | 139 416               |                                        |
| Völkermarkt              | Kärnten          | 41 905                |                                        |
| Waidhofen an der Thaya   | Niederösterreich | 25 511                |                                        |
| Waidhofen an der Ybbs    | Niederösterreich | 11 092                | staden motsvarar distriktet            |
| Weiz                     | Steiermark       | 91 510                |                                        |
| Wels                     | Oberösterreich   | 63 181                | staden motsvarar distriktet            |
| Wels-Land                | Oberösterreich   | 75 239                | Wels                                   |
| Wien                     | Wien             | 1 931 593             | staden motsvarar distriktet            |
| Wiener Neustadt          | Niederösterreich | 47 106                | staden motsvarar distriktet            |
| Wiener Neustadt-Land     | Niederösterreich | 79 523                | Wiener Neustadt                        |
| Wolfsberg                | Kärnten          | 52 296                |                                        |
| Zell am See              | Salzburg         | 88 168                |                                        |
| Zwettl                   | Niederösterreich | 41 731                | Zwettl-Niederösterreich                |